# Choni (gemeente)
Choni (Georgisch: ხონის მუნიციპალიტეტი, Chonis moenitsipaliteti) is een gemeente in het westen van Georgië met 19.169 inwoners (2024), gelegen in de regio (mchare) Imereti. De gelijknamige stad is het bestuurlijk centrum van de gemeente. Choni heeft een oppervlakte van 428,5 km² en is gesitueerd in het Colchis-laagland op de overgang naar de Grote Kaukasus, waar diepe rivierkloven zijn.

## Geschiedenis

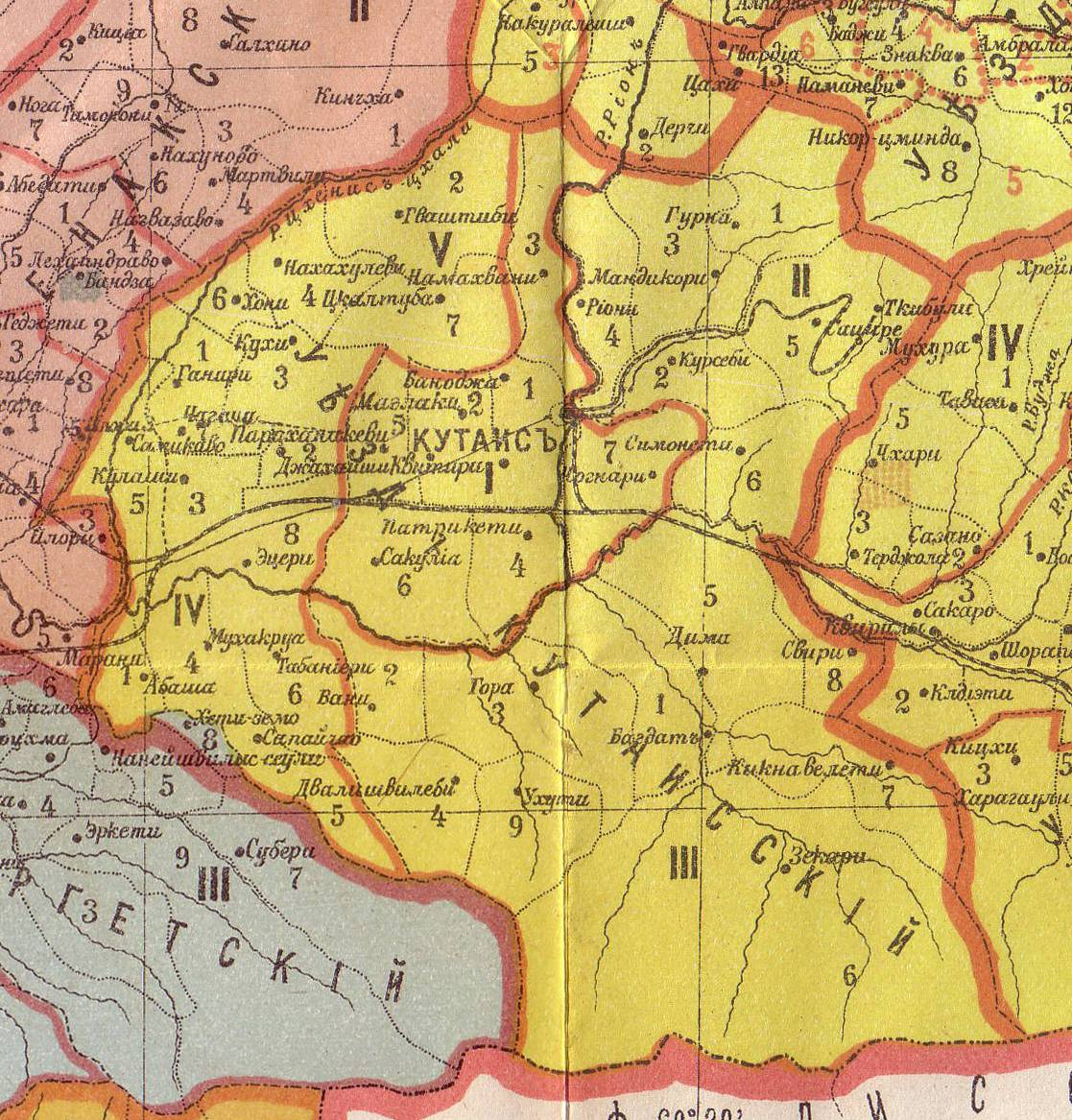
Oejezd Koetais in 1886 (V oetsjastok Choni)

Het gebied van het hedendaagse Choni is net als omliggende gebieden al sinds de oudheid bewoond en was onderdeel van het historische Colchis. Er zijn in het gebied archeologische vondsten gedaan van onder andere munten uit de 3e eeuw v.Chr. en er liepen belangrijke karavaanroutes door het gebied.
Na het uiteenvallen van het Koninkrijk Georgië in de 15e eeuw lag het gebied rond de grens van het koninkrijk Imeretië en het vorstendom Mingrelië. Het werd eeuwenlang feitelijk gedomineerd door het Ottomaanse Rijk, maar vanaf de 18e eeuw verloren zij het gezag.

### Russisch gezag
In 1810 werd Imeretië door het Russisch Rijk geannexeerd en werd de Russische bestuurlijke indeling geadopteerd, die de basis legde voor de hedendaagse indeling. Het vorstendom Imeretië werd omgevormd in het oblast Imeretië, dat in 1840 opgenomen werd in het gouvernement Georgië-Imeretië dat geheel Georgië besloeg. In 1846 werden oost- en west-Georgië weer gescheiden en werd het gebied van Choni bestuurlijk ingedeeld bij het okroeg (later oejezd) Koetais van het gouvernement Koetais. Hierbinnen werd Choni een van de vijf gemeentelijk districten, het oetsjastok Choni (Russisch: Хонскій участокъ, Chonskíy oetsjastok) met de nederzetting Choni als centrum, waarmee de contouren van de moderne gemeente geschapen werden. 

### Moderne indeling
Er volgden bestuurlijke herindelingen in de periode 1917-1930 door de tussenkomst van de Democratische Republiek Georgië en de vorming van de Sovjet-Unie. Tijdens de grote bestuurlijke hervormingen in 1929-1930 van de Georgische sovjetrepubliek werd de hedendaagse bestuurlijke eenheid Choni als rajon (district) Choni opgericht. Rond 1936 werd Choni hernoemd naar de revolutionair Alexander Tsoeloekidze (1876-1905) die in de plaats Choni geboren werd. In 1990 werd tijdens de de-sovjetisering van toponiemen de naam Choni teruggegeven. Na de onafhankelijkheid van Georgië werd het district in 1995 ingedeeld bij de nieuw gevormde regio (mchare) Imereti en werd het district in 2006 omgevormd tot gemeente.

## Geografie

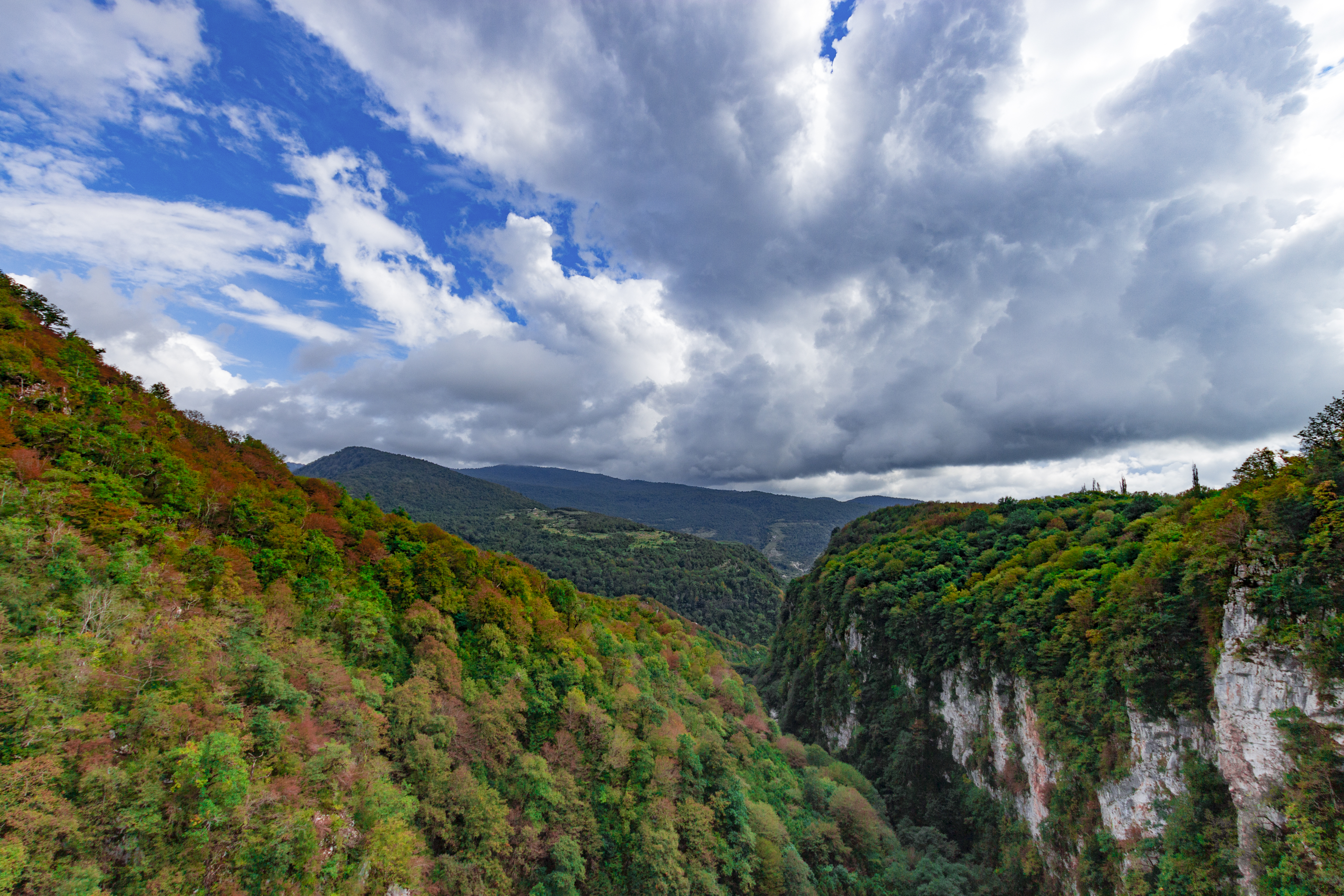
Okatsekloof

De gemeente ligt in het westen van de regio Imereti en grenst rondom aan vijf gemeenten. In het westen ligt de regio Samegrelo-Zemo Svaneti (gemeenten Abasja en Martvili) met de rivier Tschenistskali als voornaamste begrenzing. In het noorden ligt de gemeente Tsageri (regio Ratsja-Letsjchoemi en Kvemo Svaneti). Aan de oostkant ligt de gemeente Tskaltoebo en in het zuiden Samtredia.

### Colchislaagland en kalksteenrotsen
Het zuidelijke deel van de gemeente ligt in het Colchis-laagland terwijl de noordelijke helft in het Noordelijke Colchis Heuvelland,, de uitlopers van het Egrisigebergte en het Chvalmi kalksteenmassief ligt. Het Chvalmi kalksteenmassief ligt tussen het Egrisigebergte en het Ratsjagebergte en vormt de doorgang van de rivieren Tschenistskali en Rioni uit de Grote Kaukasus het Colchis-laagland in. Het laagland in de gemeente loopt vanuit het zuiden naar het noorden op van 60 meter boven zeeniveau naar 170 meter bij Matchodzji.
Verder naar het noorden bereiken de uitlopers van het Egrisigebergte in de gemeente een maximale hoogte van 2437 meter boven zeeniveau. Er liggen in het noorden van de gemeenten ook verschillende rivierkloven in het kalksteen uitgeslepen, waaronder de Okatsekloof.

## Demografie
Begin 2024 telde de gemeente Choni 19.169 inwoners, een daling van bijna 19% ten opzichte van de volkstelling van 2014. Het aantal inwoners in de hoofdplaats Choni daalde met bijna 14%. 
| Bevolkingsontwikkeling van de gemeente Choni                            | Bevolkingsontwikkeling van de gemeente Choni | Bevolkingsontwikkeling van de gemeente Choni | Bevolkingsontwikkeling van de gemeente Choni | Bevolkingsontwikkeling van de gemeente Choni | Bevolkingsontwikkeling van de gemeente Choni | Bevolkingsontwikkeling van de gemeente Choni | Bevolkingsontwikkeling van de gemeente Choni | Bevolkingsontwikkeling van de gemeente Choni | Bevolkingsontwikkeling van de gemeente Choni | Bevolkingsontwikkeling van de gemeente Choni | Bevolkingsontwikkeling van de gemeente Choni |
|                                                                         | 1897                                         | 1922                                         | 1939                                         | 1959                                         | 1970                                         | 1979                                         | 1989                                         | 2002                                         | 2014                                         | 2020                                         | 2024                                         |
| ----------------------------------------------------------------------- | -------------------------------------------- | -------------------------------------------- | -------------------------------------------- | -------------------------------------------- | -------------------------------------------- | -------------------------------------------- | -------------------------------------------- | -------------------------------------------- | -------------------------------------------- | -------------------------------------------- | -------------------------------------------- |
| Gemeente Choni                                                          | -                                            | -                                            | 36.882                                       | 32.548                                       | 32.718                                       | 37.968                                       | 34.979                                       | 31.749                                       | 23.570                                       | 21.436                                       | 19.169                                       |
| Choni (stad)                                                            | -                                            | 9.347                                        | 9.801                                        | 10.793                                       | 11.347                                       | 14.549                                       | 14.425                                       | 11.315                                       | 8.987                                        | 8.401                                        | 7.756                                        |
| Verantwoording data: Bevolkingsstatistiek Georgië 1897 tot heden. Noot: |                                              |                                              |                                              |                                              |                                              |                                              |                                              |                                              |                                              |                                              |                                              |

### Etniciteit en religie
De bevolking van de gemeente was volgens de volkstelling van 2014 vrijwel geheel mono-etnisch Georgisch (99,7%). De belangrijkste etnische minderheden waren enkele tientallen Russen, Armeniërs en Oekraïners. Vrijwel alle inwoners waren volgens de volkstelling Georgisch-Orthodox (98,1%). De enige significante religieuze minderheden waren moslims (1,1%) en jehova's (0,1%).

## Administratieve onderverdeling

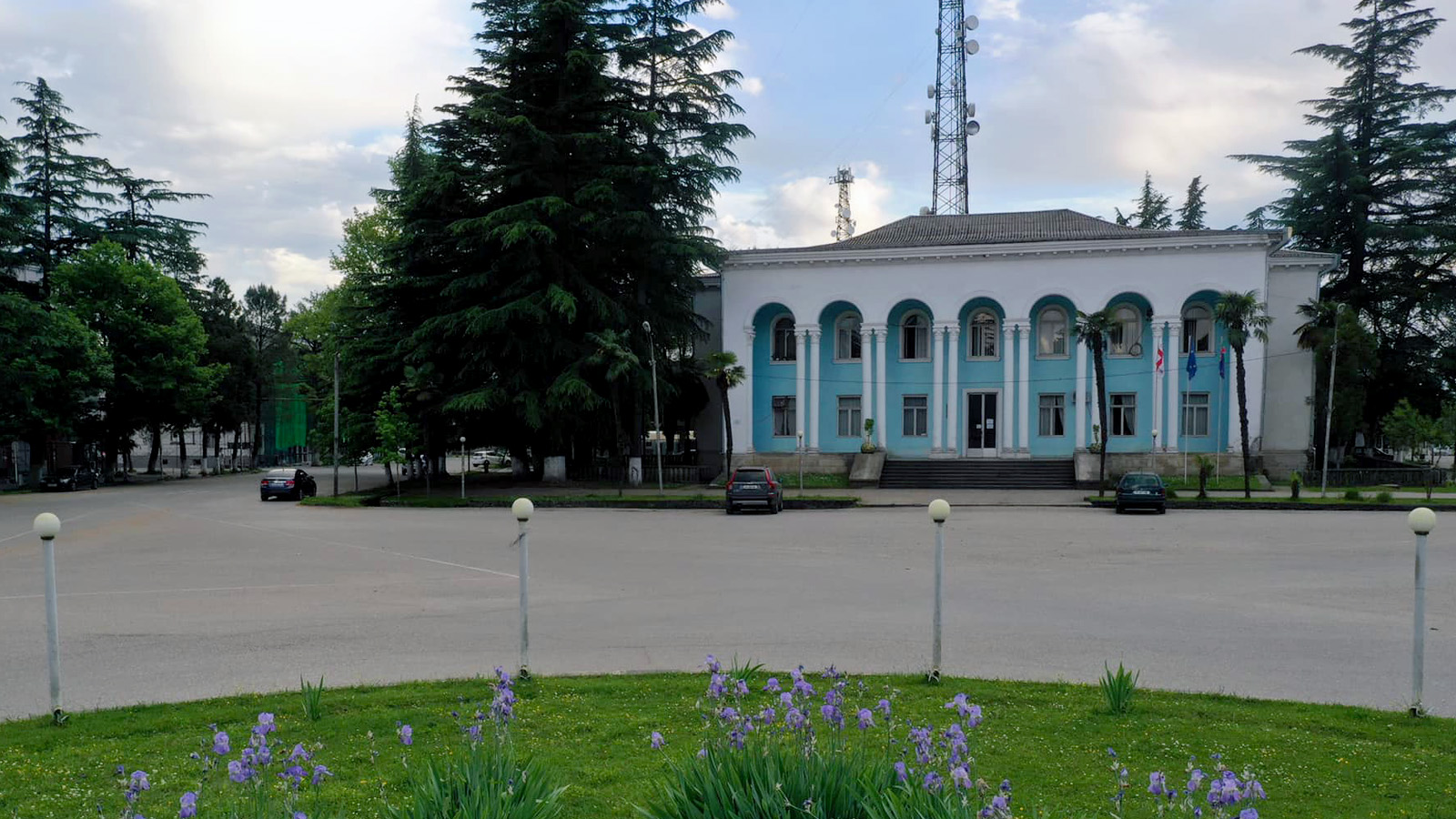
Gemeentehuis in Choni

De gemeente Choni is administratief onderverdeeld in 11 gemeenschappen (თემი, temi) met in totaal 39 dorpen (სოფელი, sopeli) en één stad (ქალაქი, kalaki), het bestuurlijk centrum Choni.

## Bestuur
De gemeenteraad van Choni (Georgisch: საკრებულო, sakreboelo) wordt elke vier jaar gekozen in een gemengd kiesstelsel. Een deel wordt via enkelvoudige kiesdistricten gekozen en een deel via evenredige vertegenwoordiging van gesloten partijlijsten, waarvoor een kiesdrempel geldt van drie procent.
| Samenstelling Sakreboelo (zetels per partij) | Samenstelling Sakreboelo (zetels per partij) | Samenstelling Sakreboelo (zetels per partij) | Samenstelling Sakreboelo (zetels per partij) | Samenstelling Sakreboelo (zetels per partij) |
| Partij                                       | Partij                                       | 2014                                         | 2017                                         | 2021                                         |
| -------------------------------------------- | -------------------------------------------- | -------------------------------------------- | -------------------------------------------- | -------------------------------------------- |
|                                              | Georgische Droom (GD)                        | 13                                           | 18                                           | 20                                           |
|                                              | Verenigde Nationale Beweging (UNM)           | 12                                           | 1                                            | 5                                            |
|                                              | Europees Georgië (EG)                        |                                              | 8                                            | 4                                            |
|                                              | Overige partijen                             | 2                                            | 1                                            | 1                                            |
| Totaal                                       | Totaal                                       | 27                                           | 28                                           | 30                                           |

## Bezienswaardigheden

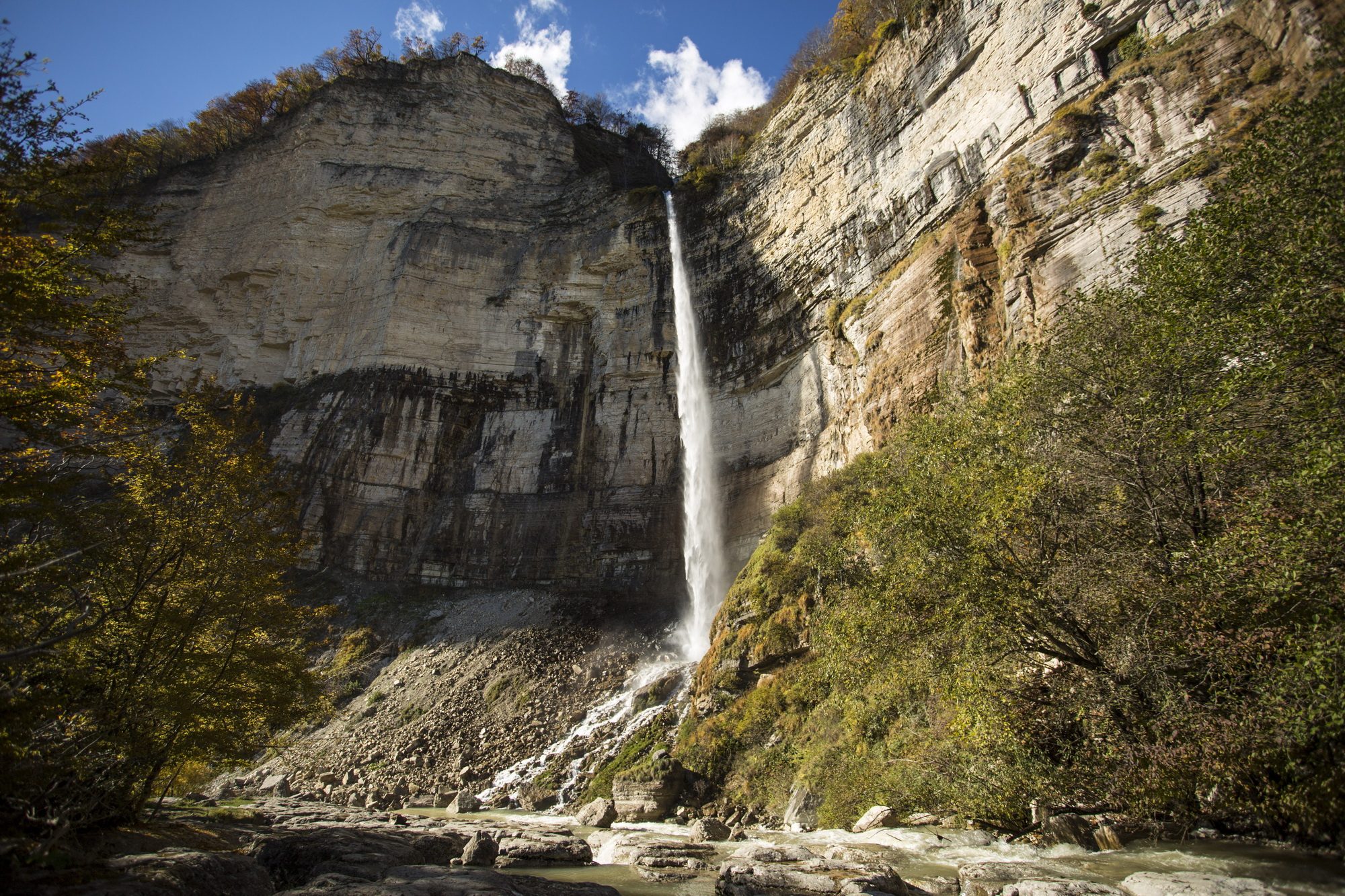
Kintsjchawaterval

- Okatsekloof. Bij het dorpje Gordi is een zogeheten 'hangend pad' van 780 meter langs de bovenkant van de kloof gebouwd en is er een zwevend uitzichtspunt.[10] Er is een wandelrute door Dadianibos, een parkachtig bos dat in de 19e eeuw is aangelegd door de adel Dadiani.
- Kintsjchawaterval. Dieper in de kloof van de Oktaserivier zijn meerdere grote en kleinere watervallen te bezoeken, waarvan de Kintsjcha bij het gelijknamige dorp de meest spectaculaire is met een 70 meter vrije val van een ruim 100 meter hoge kalksteenklif.[27]

## Vervoer
In de gemeente Choni komen verschillende regionaal belangrijke wegen voor het noordelijke deel van het Colchis-laagland samen. De belangrijkste voor de bereikbaarheid van Choni is de nationale route Sh12 die van zowel Samtredia als regiohoofdstad Koetaisi Choni ontsluiten vanaf landelijke infrastructuur. De Sh5 verbindt de gemeentelijke hoofdplaats Choni met Senaki en andere delen van Samegrelo-Zemo Svaneti. De Sh52 verbindt de gemeente met Tskaltoebo en de Sh53 met Martvili.